# Ohio (fiume)
L'Ohio è un fiume degli Stati Uniti d'America, principale affluente di sinistra del Mississippi, nonché quello con la maggior portata d'acqua.

## Descrizione
L'Ohio si forma a Pittsburgh, in Pennsylvania, dalla confluenza dei fiumi Allegheny e Monongahela e sfocia dopo 1579 km nel fiume Mississippi. A partire dalla confluenza dei due rami sorgentizi, a Pittsburgh, l'Ohio descrive un ampio arco verso nord e una volta lasciato lo Stato della Pennsylvania scorre verso sud segnando il confine tra lo Stato dell'Ohio a nord e la Virginia Occidentale a sud-est. Proseguendo verso nord-ovest, il fiume segna il confine tra l'Ohio a nord e il Kentucky a sud. Dopo aver bagnato la città di Cincinnati e aver ricevuto le acque del Licking, prosegue in direzione sud-ovest segnando il confine meridionale dell'Indiana con il Kentucky. Attraversate le città di Louisville e Evansville e dopo aver ricevuto da destra le acque del Wabash segna il confine meridionale dell'Illinois con il Kentucky. Ricevute da sud le acque del suo principale affluente, il fiume Tennessee, confluisce nel fiume Mississippi a Cairo in Illinois.
Alla confluenza, l'Ohio è nettamente più grande del Mississippi in termini di portata media misurata sul lungo termine. A Cairo la portata dell'Ohio è di 7960 m³/s; quella del Mississippi a Thebes, a monte della confluenza, è invece di 5897 m³/s.
Il fiume Ohio ha un bacino idrografico di circa 490000 km² ed è in gran parte navigabile; riveste una grande importanza economica per le regioni che attraversa.
Il fiume è stato fin dai tempi della colonizzazione un'importante via di penetrazione verso la valle del Mississippi.

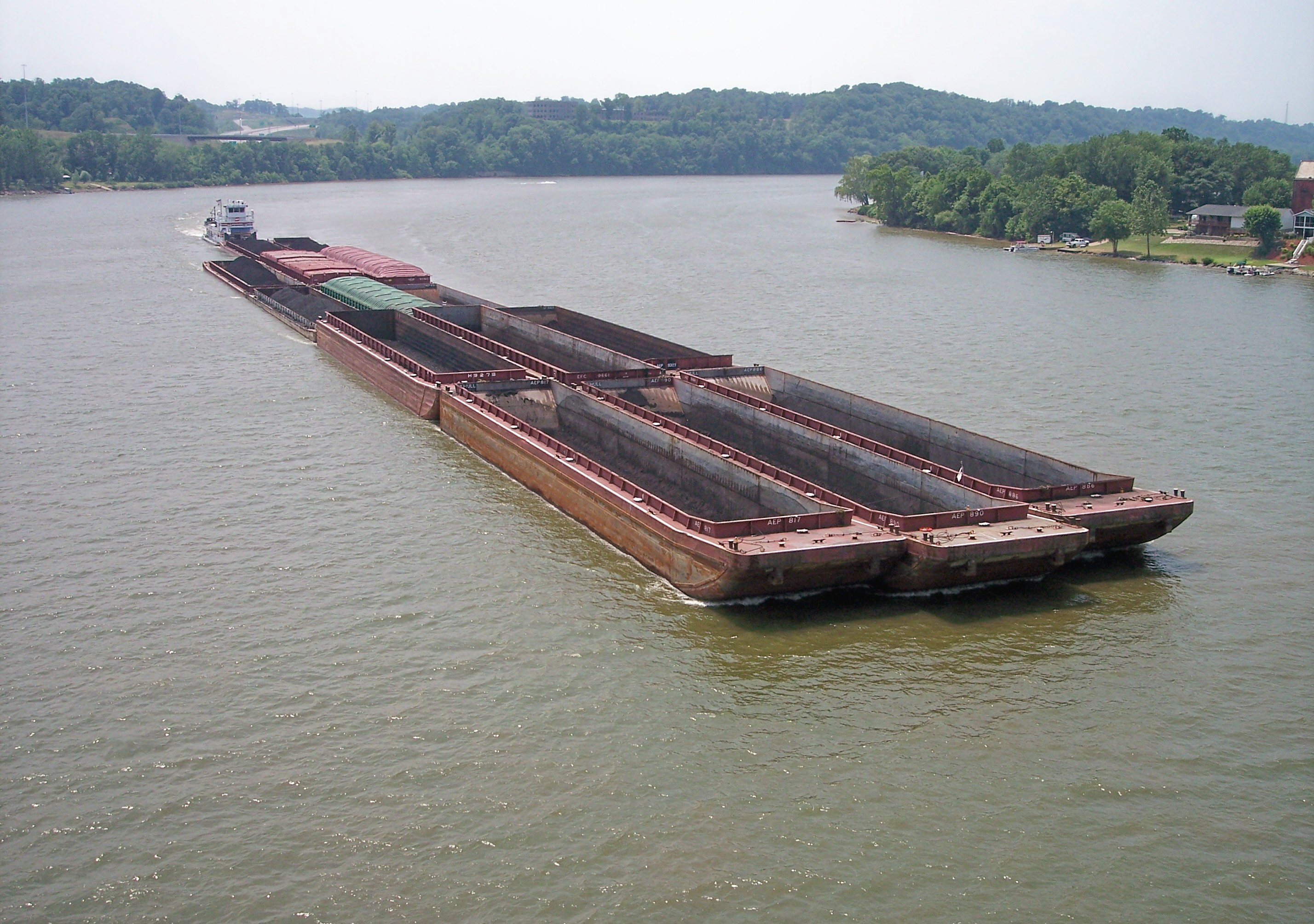
Chiatte per il trasporto del carbone sul fiume Ohio al confine tra il West Virginia e l'Ohio

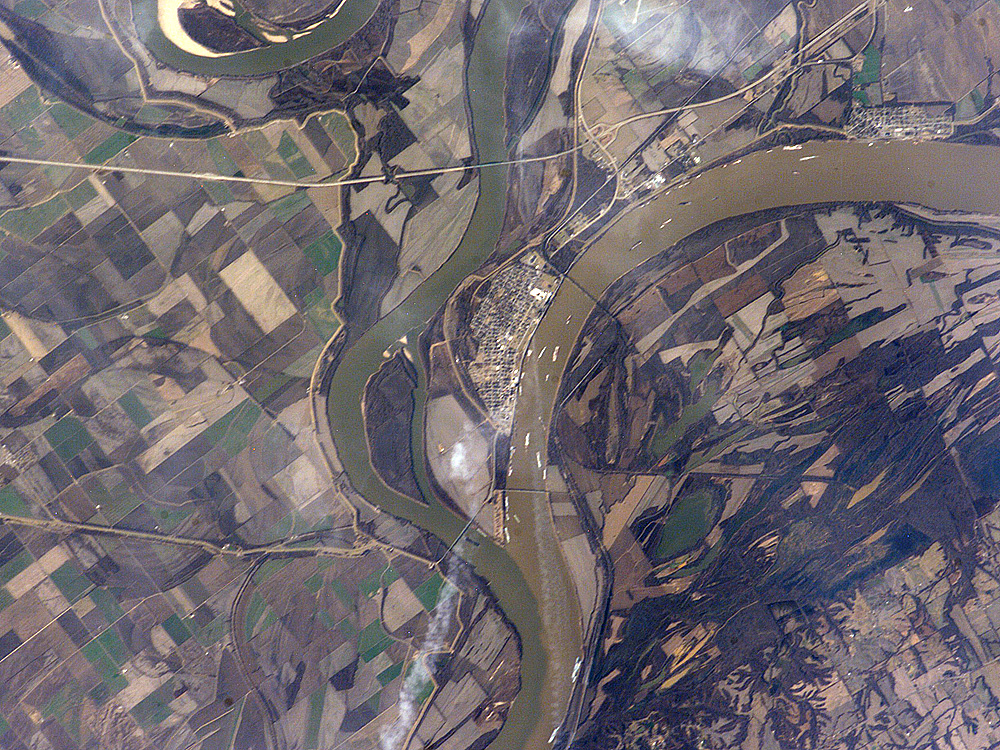
Confluenza del fiume Ohio nel Mississippi a Cairo (Illinois)

## Affluenti
- Allegheny; Pennsylvania
- Monongahela; Pennsylvania
- Beaver; Pennsylvania
- Little Muskingum; Ohio
- Duck Creek; Ohio
- Muskingum; Ohio
- Little Kanawha; West Virginia
- Hocking (fiume); Ohio
- Kanawha; West Virginia
- Guyandotte; West Virginia
- Big Sandy River; al confine tra il Kentucky ed il West Virginia
- Scioto; Ohio
- Little Miami; Ohio
- Licking; Kentucky
- Great Miami; al confine tra l'Ohio e l'Indiana
- Kentucky; Kentucky
- Green River; Kentucky
- Wabash (fiume); al confine tra l'Indiana e l'Illinois
- Saline River; Illinois
- Cumberland; Kentucky
- Tennessee; Kentucky
- Cache; Illinois